# 吉田英生
吉田 英生（よしだ ひでお、1955年 - ） は、日本の機械工学者。学位は、工学博士。専門は、熱工学・エネルギー工学。京都大学名誉教授。元Int. J. Heat and Mass TransferのEditor。元国際伝熱会議アセンブリー (AIHTC) 会長。元熱物質輸送国際センター (ICHMT) 理事会議長。

## 人物・経歴
1974年三重県立津高等学校卒業。1978年東京工業大学工学部機械物理工学科卒業。
1980年東京工業大学大学院理工学研究科修士課程機械物理工学専攻を修了し、工学修士の学位を取得後、1983年東京工業大学大学院理工学研究科博士課程機械物理工学専攻修了、工学博士。同年東京工業大学工学部機械工学科助手。1990年東京工業大学工学部機械工学科助教授。
1999年京都大学大学院工学研究科機械工学専攻教授、2005年同航空宇宙工学専攻教授。2009年京都大学工学部物理工学科長。2021年京都大学より名誉教授の称号を授与される。
2005年日本伝熱学会理事。2006年芝浦工業大学先端工学研究機構客員教授。2007年日本ガスタービン学会理事、Int. J. Heat and Mass TransferのEditor。2009年日本機械学会熱工学部門長。2011年NPO京都イノベーション・リソース理事。2012年NPO UCEEネット副理事長。2013年日本機械学会理事、エネルギー・資源学会理事。2014年国際伝熱会議アセンブリー (AIHTC) 会長。2015年応用科学研究所評議員、山岡育英会理事。2016年日本工学会理事、日本ガスタービン学会理事。2018年日本学術会議連携会員。2019年熱輸送輸送国際センター (ICHMT) 理事会議長。

## 受賞
- 手島精一記念研究賞博士論文賞 1984
- 日本機械学会賞奨励賞 1987
- 日本機械学会フェロー 2006
- 日本伝熱学会学術賞 2009
- 日本伝熱学会技術賞 2011
- 日本伝熱学会功労者 2011
- Christian Friedrich Schoenbein Best Poster Medal 2012
- Christian Friedrich Schoenbein Best Poster Medal 2014
- 日本機械学会熱工学部門国際功績賞 2015
- 日本機械学会関西支部功労賞 2015
- 日本機械学会名誉員 2021
- エネルギー・資源学会貢献賞 2021